# Caradrinopsis
Caradrinopsis là một chi bướm đêm thuộc họ Geometridae.